# Ruotsin Suomalainen
Ruotsin Suomalainen (RS) är en finskspråkig dagstidning som kommer ut med ett nummer i veckan. 
Tidningen grundades 1964 som organisationsblad och var månadstidning till 1970.  Från 1970 till 1972 kom tidningen ut varannan vecka till nr 15 1972 och därefter varje vecka. Tidningens grundare var Riksförbundet Finska Föreningar i Sverige (RFFS). RS ges ut i Hägersten, Stockholm, Sverige. Den är partipolitiskt och religiöst obunden. Tidningen har cirka 30 000 läsare. Utgivning sker med 52 nummer per år. 2006 var RS den upplagemässigt tredje snabbast växande tidningen i Sverige efter Svenska Dagbladet och Västerbottningen.
År 1972 började man utge tidningen en gång i veckan, men 1982 var RS konkursfärdigt. Mellan 1986 och 1988 ägdes tidningen av finländska Uusi Suomi, därefter övertogs tidningen av VD:n. Tidningens innehåll breddades med tiden. Innehållet är av allmän karaktär: nyheter, reportage, intervjuer men med fokus på det sverigefinska, samt en sammanfattning av nyheter från Finland. I tidningen finns även annonser för finskspråkiga verksamheter, sverigefinska evenemang och debatter och nyheter rörande minoritetspolitiken. Dessutom finns en sportbilaga samt TV-tablåer för TV Finland och SVT. Tidningen rymmer också matrecept, horoskop, korsord, kontaktannonser med mera. 
RS har lokalredaktioner/lokalredaktörer i Göteborg, Borås, Jönköping, Västmanland/Örebro, Värmland, Södermanland, Umeå, Skellefteå, Örnsköldsvik och Norrbotten (bland annat i Haparanda och Kalix).
Ansvarig utgivare och chefredaktör är Tapani Kekki (2007).